# まえだゆか
まえだ ゆか（Yuka Maeda）は日本のフリーイラストレーター。兵庫県神戸市出身。主に広告やCDジャケットなどのアートワーク、ファッションブランドとの合作、オリジナルのデザインなどを手掛けている。

## 経歴
- 1975年生まれ。
- 短期大学卒業後、ゲーム会社や広告デザイン会社でWebデザイナーやDTPオペレータを務めた後、フリーのイラストレーターへ。

## 主な作品
- DorlisのCD、DVDのジャケットのイラストを手掛ける。
- 「くずはモール　ハッピーアニバーサリー」TVCMイラスト。
- 雑誌「MORE」「ViVi」「ゼクシィ」他